# Übersichtskarte von Mitteleuropa 1 : 300.000
Die Übersichtskarte von Mitteleuropa 1 : 300.000 war ein topografisches Kartenwerk für militärische Zwecke. Es wurde von der Kartographischen Abteilung der Preußischen Landesaufnahme in Berlin, später Reichsamt für Landesaufnahme, herausgegeben. Er erschien in den Jahren 1893 bis 1945. Es war ursprünglich nur für Mitteleuropa vorgesehen, später kamen Nord- und Osteuropa hinzu.